# Karl Schubert (Maler)

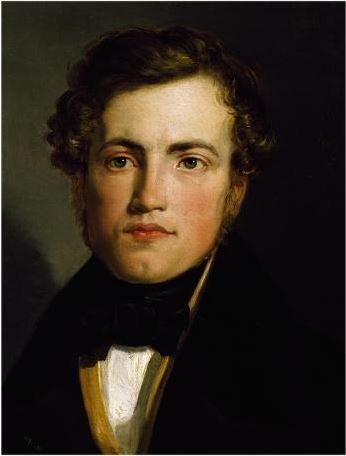
Karl Schubert
(Künstler unbekannt)

Franz Karl Schubert (* 5. November 1795 auf dem Himmelpfortgrund; † 20. März 1855 in Wien; auch Carl Schubert) war ein österreichischer Landschaftsmaler.

## Leben
Karl Schubert war ein Bruder des Komponisten Franz Schubert. Er heiratete 1823 die Putzmacherin Theresia Schwemminger, eine Schwester der Maler Heinrich und Josef Schwemminger. Die Maler Ferdinand Schubert und Heinrich Carl Schubert waren Söhne von Karl und Theresia Schubert.
Karl Schubert studierte von 1811 bis 1822 Landschaftsmalerei an der Wiener Akademie der bildenden Künste. Er gewann sowohl 1816 als auch 1817 den Gundel-Preis. Künstlerische Arbeiten von ihm gehören zu den Sammlungen des Wien Museums, des Kupferstichkabinetts der Wiener Akademie der bildenden Künste und des Kunsthauses Zürich. Er war nicht nur als Maler tätig, sondern arbeitete auch als Schreib- und Zeichenlehrer für Persönlichkeiten der Wiener Gesellschaft.
Schubert starb im Alter von 59 Jahren in Wien-Alsergrund.